# Солоницівка
Солониці́вка (в минулому — Сінолицівка) — селище Харківського району Харківської області. З 2020 року центр Солоницівської селищної громади.
Населення становить 15 670 осіб (6 500 мешканців (1965), частина яких працює у сусідньому Харкові.
Працює меблева фабрика та завод силікатної цегли. У селищі розташована Дергачівська виправна колонія № 109.

## Географічне розташування
Селище міського типу Солоницівка знаходиться на річці Уда (переважно лівий берег), вище за течією на відстані 1 км розташований смт Пересічне, нижче за течією на відстані менше ніж 1 км — села Подвірки та Надточії. Через східну частину селища протікає річка Куряж (притока Уди).
Відстань до колишнього райцентру становить 27 км і проходить автошляхом Р46 та дорогою місцевого значення.
Через селище проходить автомобільна дорога Т 2106. Поряд з селищем проходить залізниця, станції Шпаківка, Подвірки, Куряж.
Північно-західна частина селища, яка знаходиться на правому березі річки Уди — колишнє село Баси. Північна частина селища — колишні населені пункти Червоне і Гаврилівка.

## Історичні відомості

Сінолицівка на мапі 1783 року

На території поблизу селища знаходяться сліди поселень скіфського часу (V—III століття до н. е.), а також Черняхівської (II—IV століття до н. е.) та салтівської (VIII—X століття) культур. Селище розташоване в козацькому краї — Слобожанщині. У давньоруських літописах і документах XVI—XVII століть цю місцевість називали «Диким полем», південною околицею степових земель. Активне заселення цих територій припадає на добу Богдана Хмельницького.
У XVII столітті виник хутір Сінолицівка. Тоді тут жило кілька сімей переселенців з Правобережжя. А пізніше серед мешканців слободи з'являються козаки.
1662 рік — дата першої згадки цього поселення
У селі курили вино (виготовляли самогон), лицювали сіно перед продажем в Харкові.
У 2-й половині XVIII століття в Солоницівці (тоді — слободі Сінолицівка Харківського повіту) парафіяни збудували дерев'яну Миколаївську церкву.
У 1750—1760 роки в Пересечанську сотню була зарахована слобода Сінолицівка.
В основу правління було покладене самоврядування. Сільський староста обирався шляхом голосування. Усі питання стосовно життя села вирішувались на зборах мешканців, які мали право голосу, а рішення сільських зборів записувались у спеціальну книгу.
На території сучасної Солоницівки 28 квітня 1663 року Григорієм Єрофійовичом Донець-Захаржевським заснований Курязький монастир (в 8 верстах від Харкова, на височині, який був оточений в ті часи дрімучими лісами).
У 1678 р. Харківський полковник Г. Донець відібрав землі у двох мельників Льва Жигалко та Омеляна біля річки Люботинка в дачах слободи Люботин, запідозрених у повстанні проти влади, і передав ці земельні ділянки Курязькому монастирю. 4 квітня 1687 грамотою на ім'я харківського воєводи Василя Івановича Сухотина закріплені угіддя за Курязьким монастирем. Так в околицях Люботина з'явилося монастирське землеволодіння, яке зберігалося і в XVIII столітті. Лише в XIX столітті ці землі були Курязьким монастирем продані.
У першій половині XIX століття в селі з'являються перші підприємства (цегельний завод, винокурня, млин).
За даними на 1864 рік у казенному селі Синьолицівка Пересічнянської волості Харківського повіту мешкало 718 осіб (360 чоловічої статі та 358 — жіночої), налічувалось 106 дворових господарств, існувала православна церква.
У казенному селі Гаврилівка мешкало 764 особи (378 чоловічої статі та 386 — жіночої), налічувалось 285 дворових господарств, існувала православна церква.
.
За переписом 1897 року кількість мешканців зросла до 1237 осіб (572 чоловічої статі та 665 — жіночої), з яких 1232 — православної віри.
Станом на 1914 рік кількість мешканців Синьолицівки зросла до 1782 осіб, Гаврилівки — 2687 осіб.
На початку XX на території селища працювала броварня (залізнична станція Куряж, Харківське товариство завод «Малоросія», марки пива «Імперіал», «Столове», «Чеське»).
У трудовій колонії ім. М. Горького (з 1926 — на території селища Солоницівка в Куряжі в приміщенні колишнього Курязького монастиря) Антон Семенович Макаренко здійснив безприкладний в педагогічній практиці досвід масового перевиховання дітей-правопорушників і в дитячій комуні ім. Ф. Е. Дзержинського (1927-35, в передмісті Харкова). 9 травня 1926 Антон Семенович виїхав в Куряж. 15 травня 1926 колектив колонії імені Горького прибув в Куряж у повному складі. 26 березня 1927 в Куряжі, де за 10 місяців сформувався новий, дружний колектив, святкували річницю народження М.Горького. Спочатку в Куряжі розташовувалася дитяча колонія, в якій було чотириста хлопців.
Селище постраждало внаслідок геноциду українського народу, проведеного урядом СРСР в 1932—1933 роках, кількість встановлених жертв в Солоницівці, Куряжанці та Подвірках — 166 людей.
В історії Німецько-радянської війни Харківська операція серпня 1943 року мала особливе значення як складова частина Курської битви та захоплення всієї України у 1943-1944 роках.

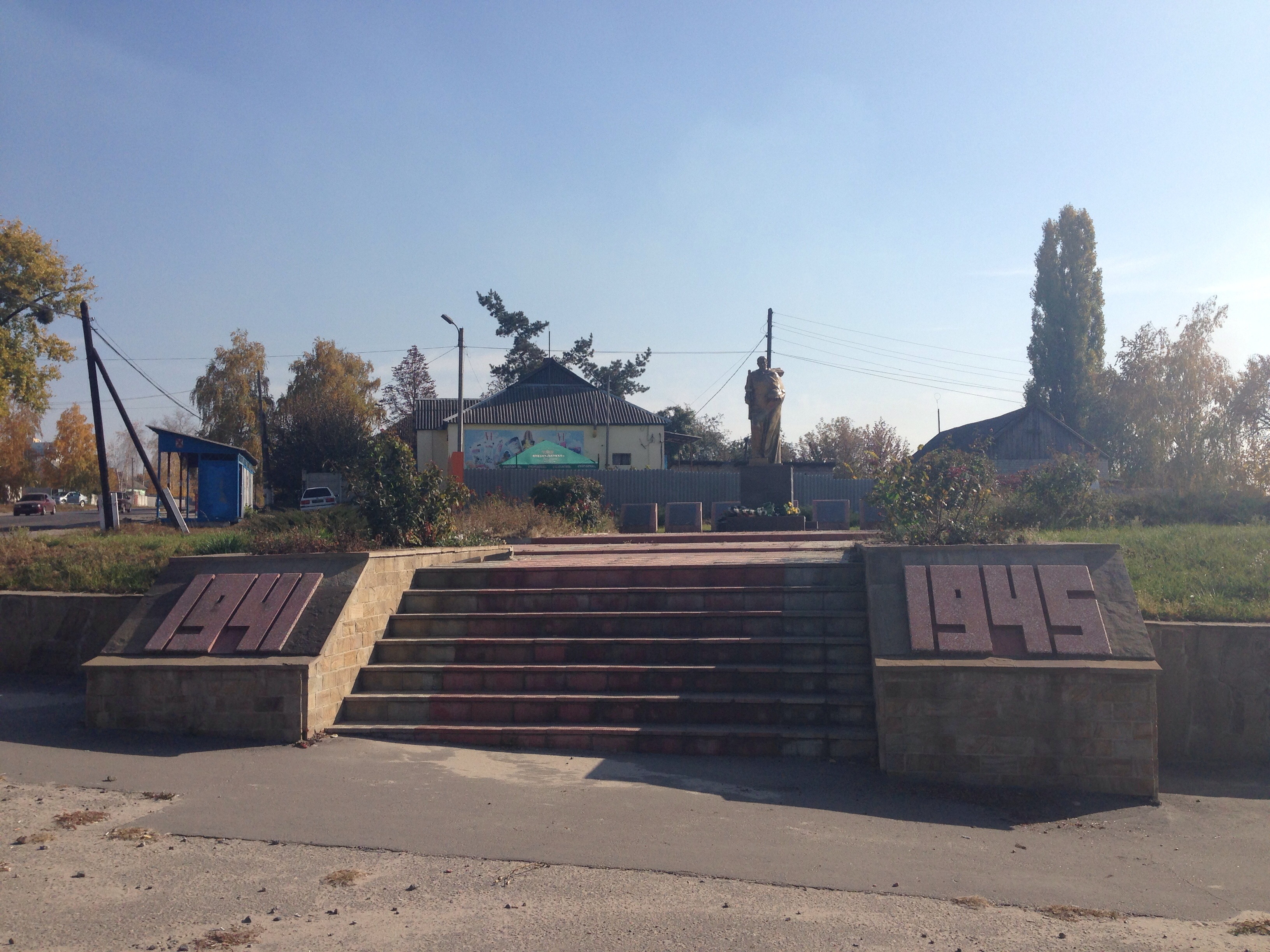
Братська могила радянсь-ких воїнів

22 серпня 1943 року частини 53-ї армії захопили вигідні позиції для завдавання ударів по західних та північно-західних околицях Харкова. З висоти 208,6 м відкривався вид на місто. На висоті 197,3 м біля селища Солоницівка знаходився командний пункт генерал-полковника І. С. Конєва. Треба відзначити, що до 22 серпня німецьке командування практично повністю відвело свої війська з міста: у руках окупантів залишалися Нова Баварія й Основа. Евакуація німецьких військ і майна проходила через залізничну станцію «Нова Баварія», оскільки головний вокзал як транспортний вузол був до цього часу знищений. Станом на ранок 23 серпня війська Вермахту і СС (39 пд, 106 пд, 167 пд, 168 пд, 198 пд, 282 пд, 320 пд, 355 пд, 6 тд, частини АК «Раус», 3 тк, а також 2 тк СС) були розміщені на позиціях лінії Люботин-Коротич-Нова Баварія-Бабаї-Основа-Безлюдівка. Щоб остаточно захопити місто, командувач Степовим фронтом І. С. Конєв віддав наказ військам 53-ї (ком. генерал-майор І. М. Манагаров), 57-ї (ком. генерал-лейтенант Н. А. Гаген), 69-ї (ком. генерал-лейтенант В. Д. Крючонкін) і 7-ї Гвардійської (кім. генерал-лейтенант М. С. Шумілов) арміям про нічний штурм Харкова. За спогадами командувача 53-й армією Івана Мефодійовича Манагарова, ввірені йому війська просувалися по місту не зустрічаючи будь-якого серйозного опору. Тобто, як такого штурму міста 23 серпня не було, за винятком важких боїв в південно-західних передмістях Харкова (смуга настання 57-ї загальновійськової і 5 Гвардійської танкової армій), де був створений ланцюг укріплених пунктів, призначених для оборони Мереф'янського шосе (Жихор, Високий, Безлюдівка, Васищеве, Покотилівка, Бабаї, Основа).
На висоті 197,3 м зараз розташований Національний музей воєнної історії Слобожанщини, присвячений подіям Другої світової, Афганської та російсько-української війни.
1980 року село Гаврилівка було приєднане до селища Солоницівка.

## Населення

### Мова
Розподіл населення за рідною мовою за даними :
| Мова            | Кількість | Відсоток |
| --------------- | --------- | -------- |
| українська      | 9612      | 73.08%   |
| російська       | 3464      | 26.34%   |
| білоруська      | 28        | 0.21%    |
| вірменська      | 8         | 0.06%    |
| румунська       | 3         | 0.02%    |
| грецька         | 1         | 0.01%    |
| інші/не вказали | 37        | 0.28%    |
| Усього          | 13153     | 100%     |

## Транспорт
По території селища проходить магістральна залізнична лінія, що зв'язує Харків з Полтавою і Золочевим. На території селища знаходяться великі залізничні вузли (товарні перевезення) — залізничні станції Куряж і Шпаківка.
Селище пов'язане автобусним сполученням з Харковом. Час і дозі — близько 15 хвилин, очікування автобуса 10-15 хвилин, також зупиняються автобуси на: Вільшани, Бермінводи.

## Економіка

### Підприємства
- Дергачівський м'ясокомбінат
- Харківська ТЕЦ-5
- Бітумно-руберойдовий завод Акваізол
- Курязький цегельний завод
- Солоницівський комбінат з виробництва деревно-стружкових плит
- Лікеро-горілчаний завод «АРГО»
- Миловарна фабрика «Слобожанський миловар»
- Курязький комбінат будівельних матеріалів (Курязький ДБК)
- Українська гірничо-металургійна компанія
- Логістичний центр корпорації «Бісквіт-Шоколад» (м. Харків)
- Дистрибуційний центр компанії ПІІ «Книжковий клуб „Клуб Сімейного Дозвілля“»
- Фабрика з виробництва матраців ТОВ «Ком-Фор»

## Культура
- Телекомпанія «Елітон»
- Дитячий театр
- Дитячий клуб «Орлятко»
- Спорткомплекс і стадіон футбольного клубу «Енергетик»
- Фотостудія «Бліц»
- Лінгвістичний клуб «Бівер»

## Релігія
- Українська Православна Церква;
- Українська Автокефальна Православна Церква;
- Євангеліївських християн-баптистів;
- Свідків Єгови;

## Уродженці і жителі
- Рудько Микола Порфирович (1925-1973) - дослідник, публіцист і викладач шкіл Київської Академії (Київський Університет) радянської епохи;
- Грінченко Микола Володимирович — футболіст.
- Дикань Андрій Олександрович — футболіст, гравець національної збірної України.
- Євтушенко Спиридон Макарович — диякон, священномученик.
- Скольченков Олександр Кузьмич — радянський військовик, учасник афганської війни.
- Мірошник Микола Вікторович — український військовик.
- Шищенко Сергій Юрійович — футболіст, гравець національної збірної України.

## Пам'ятки

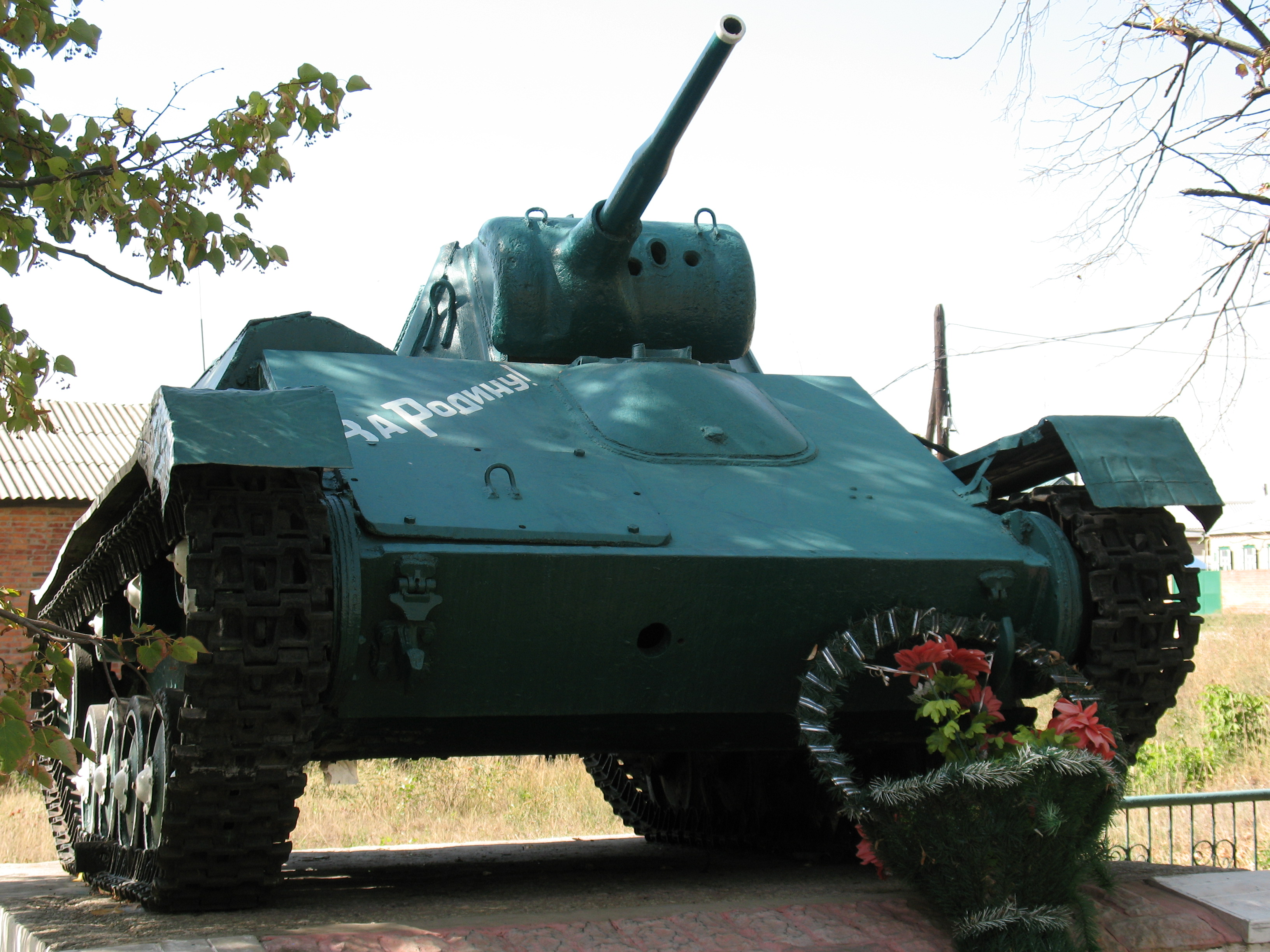
Танк Т-70
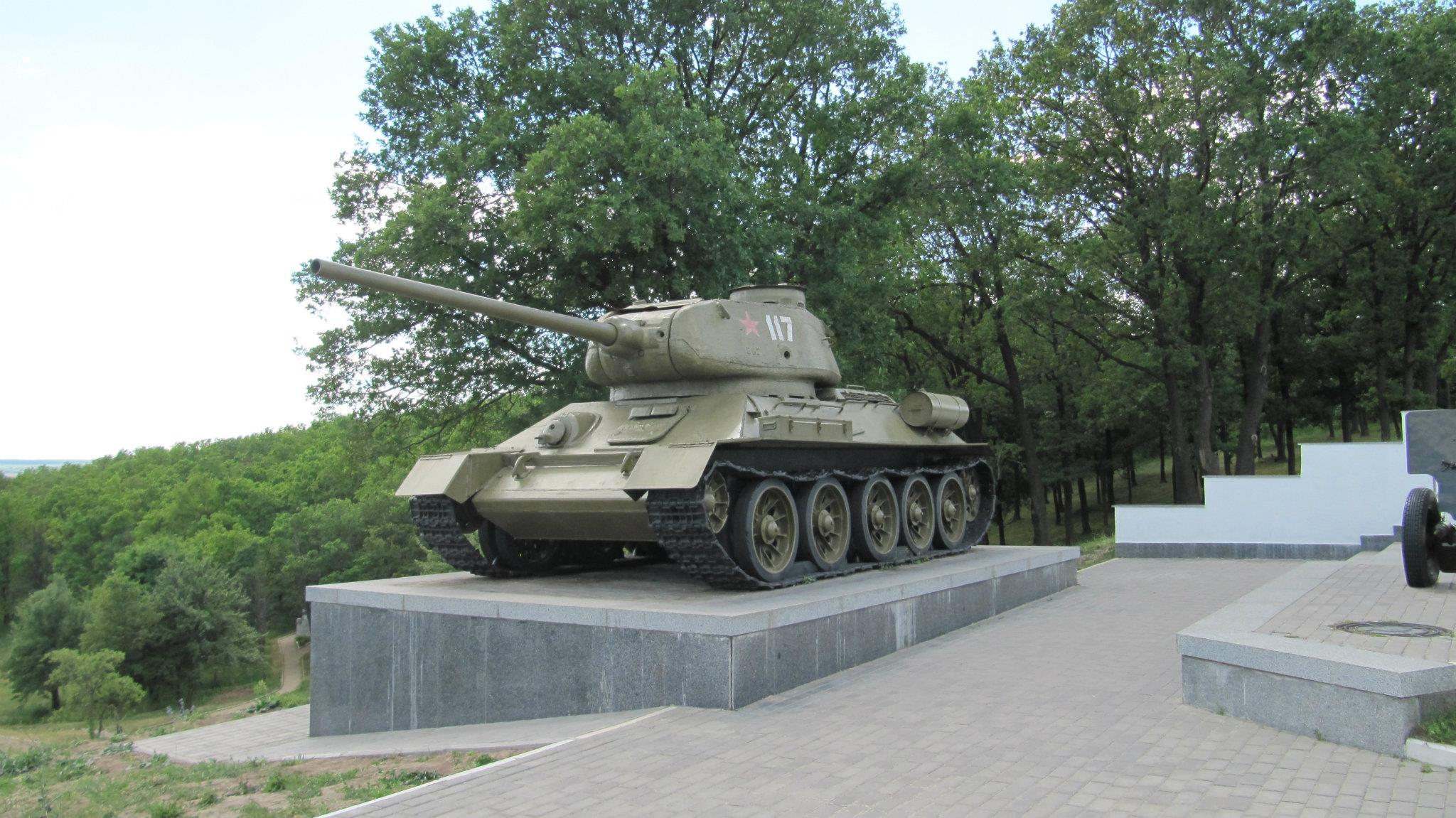
Пам'ятник Т-34-85
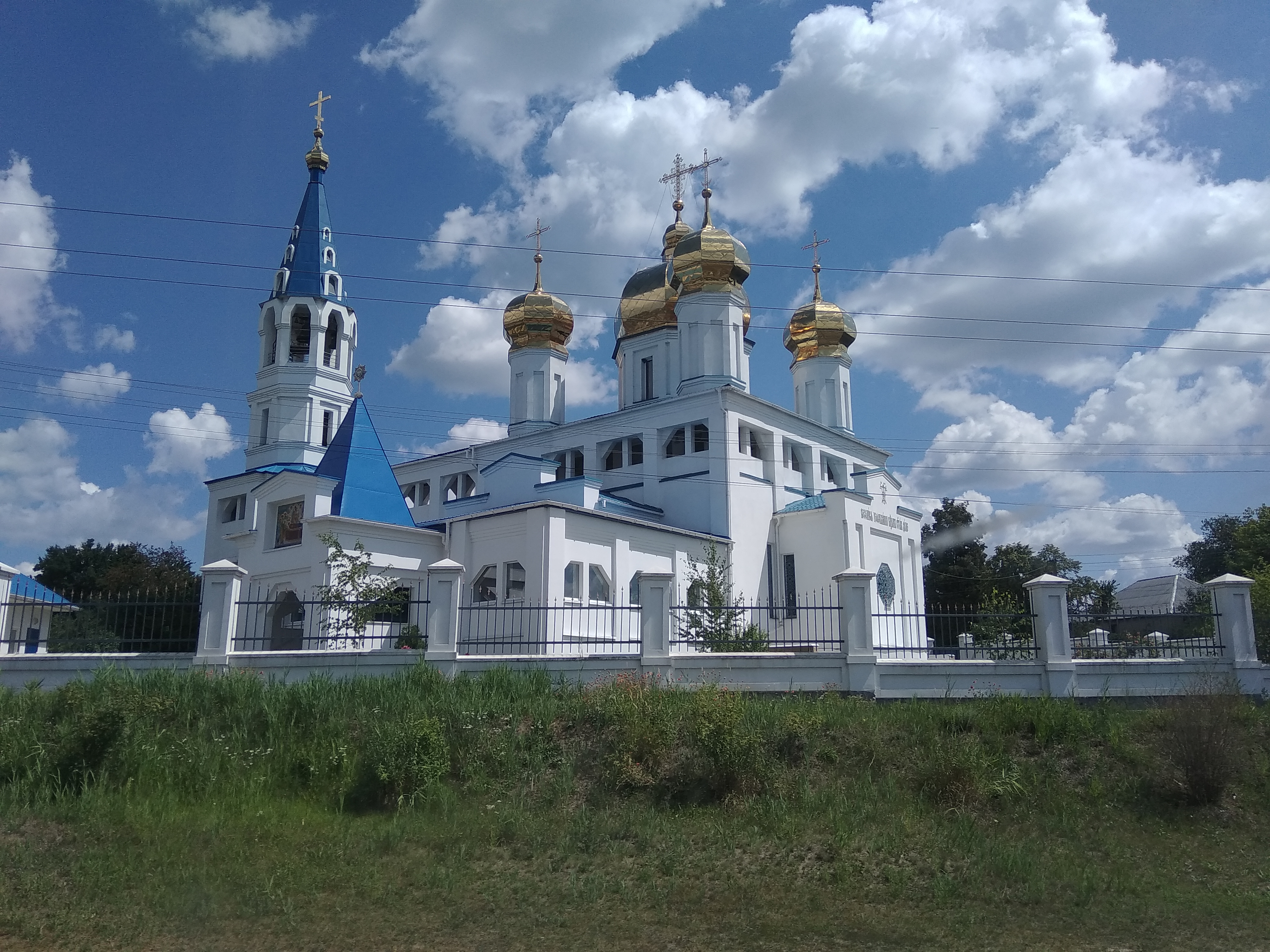
Храм Успіння Пресвятої Богородиці
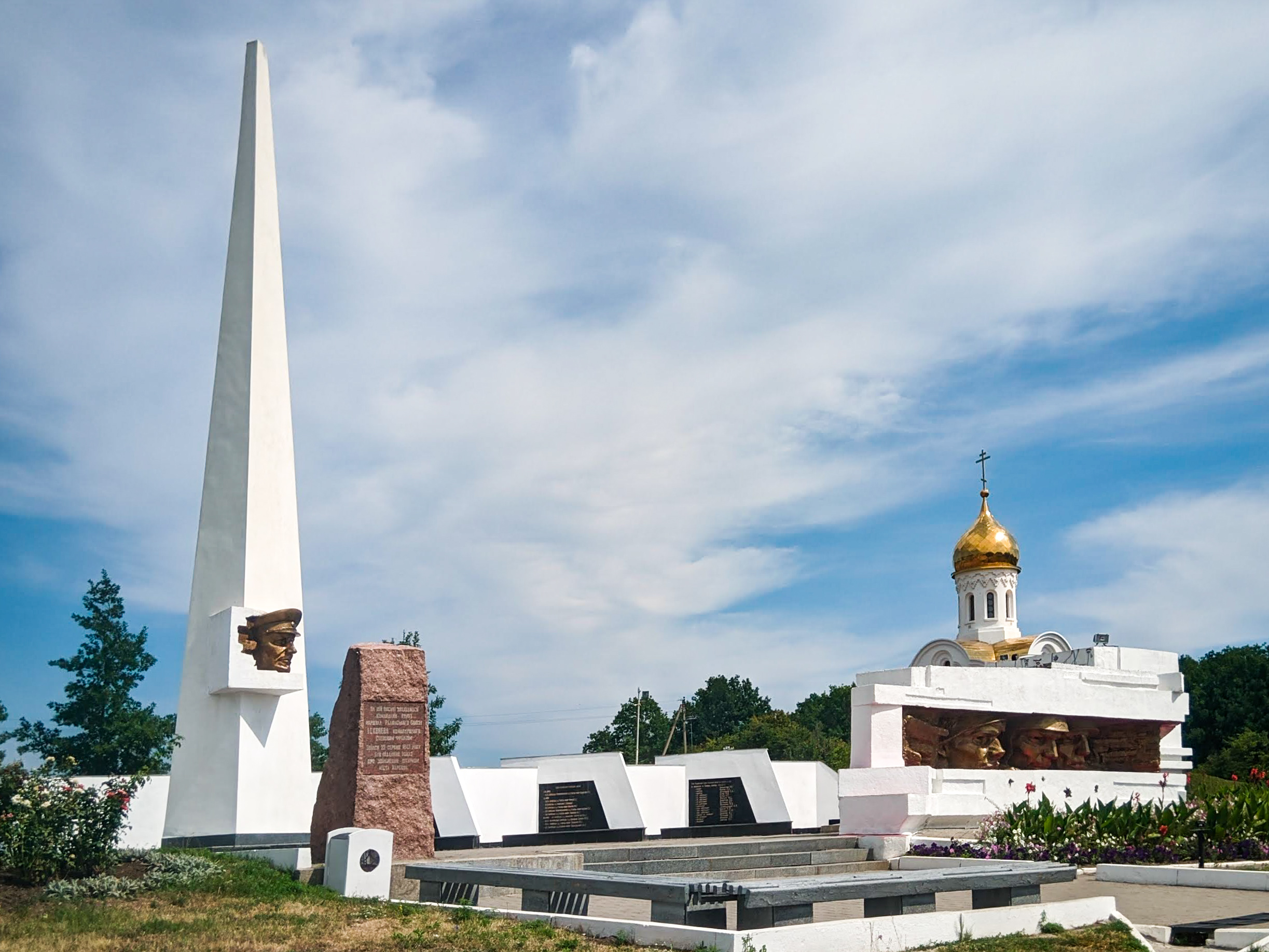
Національний музей воєнної історії Слобожанщини

- Одна з найвідоміших пам'яток Солоницівки — Національний музей воєнної історії Слобожанщини — є центром районних та обласних заходів, присвячених пам'ятним датам Німецько-радянської війни. На території комплексу знаходиться музей, де представлені експонати Другої світової, Афганської та російсько-української війни.
- Танк Т-34-85
- Танк Т-70
- Церква Успіння Пресвятої Богородиці, побудована у 2004 році[8]

## Цікаві факти
- Дергачівський м'ясокомбінат знаходиться не в Дергачах, а в Солоницівці. У Солоницівці також знаходиться ще один м'ясокомбінат — Солоницівський.
- На сучасному гербі Солоницівки зображена ТЕЦ-5 (машинний корпус і труба), насправді перебуває в Подвірках, але в межах Солоницівської селищної ради.

## Також
- Перелік населених пунктів, що постраждали від Голодомору 1932-1933, Харківська область